# Нзамб, Стеви
Стеви Геван Нзамбе (фр. Stévy Guevane Nzambé; 4 сентября 1991, Синдара, Габон) — габонский футболист, защитник клуба «АмаЗулу» и национальной сборной Габона. Участник летних Олимпийских игр 2012 года.

## Биография
Стеви Нзамбе родился 4 сентября 1991 года в габонском городе Синдара.

### Клубная карьера
Начал профессиональную карьеру в клубе чемпионата Габона — «ЮСМ Либревиль». В сезоне 2009/10 играл за команду «Битам». Летом 2010 года перешёл во французский «Труа», однако играл лишь во второй команде. Спустя год стал игроком дубля марсельского «Олимпика». Команда выступала в пятом по силе дивизионе Франции, Нзамбе принял участие в 12 играх, забив 1 гол.
С 2012 года по 2014 год Стеви являлся игроком «Мангаспорта». Затем, на протяжении двух сезонов выступал в команде «Пеликан» из города Ламбарене. В августе 2016 года подписал контракт с южноафриканским «АмаЗулу», где взял себе 22 номер.

### Карьера в сборной
В составе национальной сборной Габона дебютировал 8 октября 2010 года в товарищеском матче против Омана (0:1).
В ноябре — декабре 2011 года участвовал в чемпионате Африки среди молодёжных команд (до 23-х лет), который проходил в Марокко. Габон стал победителем турнира, обыграв в финале хозяев марокканцев со счётом (2:1) и получил путёвку на Олимпийские игры 2012.
В августе 2012 году главный тренер олимпийской сборной Габона Клод Мбуруно вызвал Стеви на летние Олимпийские игры в Лондоне. В команде он получил 3 номер. В своей группе габонцы заняли третье место, уступив Мексики и Республики Корея, обогнав при этом Швейцарию. Нзамбе сыграл всего в двух играх на турнире.